# Padova (tỉnh)
Tỉnh Padova (Provincia di Padova) là một tỉnh ở vùng Veneto của Ý. Tỉnh lỵ là thành phố Padova.
Tỉnh này có diện tích 2.142 km², tổng dân số là 849.857 người năm 2001. Có 104 comuni (danh từ số ít tiếng Ý:comune) ở trong tỉnh này. Vào thời điểm tháng 6 năm 2005, các đô thị chính xếp theo dân số là:
| Đô thị                | Dân số  |
| --------------------- | ------- |
| Padova                | 211.288 |
| Selvazzano Dentro     | 21.324  |
| Vigonza               | 20.508  |
| Albignasego           | 20.138  |
| Cittadella            | 19.494  |
| Abano Terme           | 19.014  |
| Piove di Sacco        | 18.005  |
| Monselice             | 17.547  |
| Este                  | 16.829  |
| Cadoneghe             | 15.262  |
| Rubano                | 14.124  |
| Ponte San Nicolò      | 12.795  |
| Campodarsego          | 12.379  |
| Vigodarzere           | 12.312  |
| San Martino di Lupari | 12.149  |
| Trebaseleghe          | 11.640  |
| Camposampiero         | 11.477  |
| Piazzola sul Brenta   | 10.795  |
| Montegrotto Terme     | 10.589  |